# Bascuñana de San Pedro
Bascuñana de San Pedro è un comune spagnolo di 40 abitanti situato nella comunità autonoma di Castiglia-La Mancia.